# مرشح تمرير النطاق

عرض النطاق مقاسا عند نقاط نصف القدرة (التكبير -3 dB, √2/2، أي حوالي 0.707 نسبة إلى الذروة)

مثال لمرشح تمرير النطاق في وسط معقد

مخطط يبين مرشح تمرير النطاق على شكل كيلوري.

مرشح تمرير النطاق أو مرشح تمرير النطاق (بالإنجليزية: bandpass filter)‏ عبارة عن جهاز لتمرير الترددات في نطاق معين ويمنع أو توهين الترددات التي لا تنتمي إلى هذا النطاق.

## أنواعه
يتم تقسيم مرشح تمرير النطاق على أساسين هامين في علم الإلكترونيات والاتصالات:
- مرشح تمرير النطاق السلبي أو العادي: يعتبر الأساس في تكوين المرشحات ويتألف من ثلاث عناصر كهربائية أساسية هي الملف، المكثف، والمقاومة بتركيب معين يحقق شرط الترشيح.
- مرشح تمرير النطاق الفعال: تدخل في تركيبه عناصر إلكترونية تحتاج لطاقة أو تغذية راجعة مثل مكبر العمليات. يعتبر هذا النوع من المرشحات أكثر كفاءة من المرشح العادي.